# The Proud Rebel
The Proud Rebel is een Amerikaanse western uit 1958 onder regie van Michael Curtiz. In Nederland werd de film destijds uitgebracht onder de titel De trotse rebel.

## Verhaal
Tijdens de Amerikaanse Burgeroorlog gaat het huis van de 11-jarige David Chandler op in vlammen en zijn moeder wordt vermoord. De kleine David verliest door de schok zijn spraakvermogen. Met zijn vader en zijn hond gaat hij op zoek naar een remedie.

## Rolverdeling
| Acteur              | Personage       |
| ------------------- | --------------- |
| Alan Ladd           | John Chandler   |
| Olivia de Havilland | Linnett Moore   |
| Dean Jagger         | Harry Burleigh  |
| David Ladd          | David Chandler  |
| Cecil Kellaway      | Dr. Enos Davis  |
| Harry Dean Stanton  | Jeb Burleigh    |
| Tom Pittman         | Tom Burleigh    |
| Henry Hull          | Rechter Morley  |
| Eli Mintz           | Mijnheer Gorman |
| John Carradine      | Handelsreiziger |
| James Westerfield   | Birm Bates      |